# Балтарович Володимир Симеонович
 Володи́мир Балтаро́вич (Стон-Балтарович; 8 червня 1904, Золочів, нині Львівської області — 11 жовтня 1968, Прага) — український співак (тенор), композитор.

## Життєпис
За фахом лікар.
Закінчив Тернопільську українську гімназію (1922).
Навчався 1922—1925 у Вищому музичному інституті у Львові (клас фортепіано — у Василя Барвінського, клас скрипки — в Йосипа Москвичева).
1931—1939 — у Львові; активний організатор музичного життя. Від 1946 жив у Празі.

## Твори
- Оперета «Мефістіада» (1930—1931).
- Оперета «Подружжя в двох помешканнях» (1932—1934).
- Оперета «Жабориння» (1932—1934).
- Солоспіви та хори на слова Тараса Шевченка.
- Соната для скрипки та фортепіано.
- Окремі твори зберігаються у архіві І. Соневицького http://icm.ucu.edu.ua/arhivy/sonevytskogo/ [Архівовано 2 листопада 2018 у Wayback Machine.]